# Abarat
Abarat (titre original : Abarat) est le premier roman ouvrant le cycle de l'Abarat de Clive Barker racontant les aventures de la jeune Candy Quackenbush dans ce monde étranger.

## Éléments de l’univers d'Abarat
L'Abarat est un ensemble d'îles, chacune des îles correspondant à une heure de la journée. On compte donc 24 îles dans l'Abarat, il faut cependant y ajouter une vingt-cinquième île, correspondant à une heure hors du temps ; une île où il est possible de voir tout ce qui s'est passé, tout ce qui se passe et se passera.
On peut diviser les îles en deux grands groupes : celui des îles du jour et celui des îles de la nuit. Ces deux grands groupes d'îles se sont affrontés de manière quasi continue au cours des ans.

## Résumé
L'histoire commence dans le Minnesota, aux États-Unis, dans un présent proche. Le personnage principal du cycle : Candy Quackenbush évolue dans l'univers étriqué d'une petite ville du Minnesota profond : Chickentown. La monoactivité économique de la ville : l'élevage industriel de volaille lui a donné son nom. Candy mène une existence terne entre un père chômeur alcoolique et violent et une mère effacée qui ne s'oppose pas à la violence de son mari.
Le premier pas de Candy en direction de l'Abarat consiste en un devoir de classe. Ce devoir est une rédaction sur la ville de Chickentown. Écœurée par l'obsession de la volaille qui règne sur tous les esprits des habitants, elle souhaite mettre quelque chose de novateur dans son devoir. Elle enquête alors sur un fait divers, un suicide, survenu dans un hôtel de la ville. Elle apprend à cette occasion que la ville a été rebaptisée et s'appelait à sa création Murkitt. Elle rédige donc son devoir sur le suicide d'Henry Murkitt.
Malheureusement, la professeur qui avait demandé le devoir n'est pas du tout satisfaite du travail rendu par Candy. Elle l'humilie devant sa classe. L'adolescente se rebelle et se fait exclure de son cours.
Candy fuit alors le lycée. Elle erre dans la ville pendant un court moment, puis en sort et commence à arpenter la campagne environnante.
À sa grande surprise elle rencontre alors John Canaille qui porte ses frères (de petites têtes posées sur des bois de cerf au sommet du crâne de Canaille, 4 sur le gauche et 3 sur le droit) au nombre de sept sur sa tête. Ce dernier est poursuivi par Mendelson Morphe, une sorte de monstre, de croque-mitaine, à la solde de Christopher Gangrène, Seigneur de Minuit. Barker apporte avec cette rencontre les éléments de fantastiques qui étaient jusqu'à ce point du récit totalement absents.
De fil en aiguille pour échapper à Morphe, Candy appelle par magie la Mer Izabella, mer de l'Abarat jusque dans le Minnesota. Emportée par les flots lorsque la mer se retire dans son monde d'origine, Candy est ainsi emmenée dans le monde de l'Abarat et disparaît ainsi de chez elle, laissant derrière elle son père violent et sa mère désespérée.
S'ouvre alors à Candy tout un nouveau monde à explorer et à découvrir.

### Personnages principaux
Candy QuackenbushC'est une jeune lycéenne américaine qui s'ennuie à mourir dans sa toute petite ville du Minnesota. Chickentown fait office de prison à cette jeune fille. Elle est très attachée à sa mère, mais en dehors de sa mère elle ne semble avoir presque aucun lien affectif avec le monde qui l'entoure.
John CanailleIl est le premier ressortissant de l'Abarat que rencontre Candy, c'est un voleur renommé dans l'Abarat qui a su se sortir de nombre de situations périlleuses. Il a réussi des vols très risqués qui l'ont rendu célèbre et populaire dans tout l'Abarat. Il porte sur la tête deux bois de cerf au bout desquels se trouvent 7 petites têtes. Ces sept têtes sont les frères de John Canaille. Leur prénom est John, mais chacun a un patronyme différent. on trouve ainsi sur la tête de Canaille John Désosse, John Cireux, John Conteste, John Torpeur, John Pincecorde, John Serpent, John Bouillon. Chaque frère a sa personnalité, ses propres avis, souvent contradictoire de celui des autres. Canaille est l'aîné de la fratrie et le seul à contrôler son corps.
Mendelson MorpheIl est le deuxième ressortissant de l'Abarat que rencontre Candy. Il a poursuivi Canaille et ses frères jusque dans l'Outremonde (comprendre notre monde) comme l'appelle les Abaratiens pour récupérer une clé volé par Canaille. Il est un des séides de Christopher Gangrène le prince de Minuit. Il ressemble quelque peu à une fusion entre un humanoïde et une araignée. Morphe est le seul survivant de sa fratrie, ses frères ayant tous péri au service de Gangrène (soit tué pour lui ou tué par Gangrène après l'avoir déçu).
La mer IzabellaParfois appelée Mama Izabella ou Izabella tout court. Il ne s'agit pas d'une mer ordinaire. Elle est dotée d'une certaine personnalité. Les flots peuvent chercher à aider le naufragé à rester à la surface. Les courants de l'Izabella peuvent amener les naufragés sur des îles. Plusieurs fois, Candy et ses compagnons doivent s'en remettre à la mer et à ses envies.
Samuel KleppIl est le descendant d'un célèbre explorateur de l'Abarat qui a laissé à la postérité un almanach retraçant ses voyages et ses observations. Mais malheureusement l'ancêtre de Klep dans ses voyages a mélangé imaginaire, légendes et réalité. Si l'almanach est un guide incontournable pour l'explorateur de l'Abarat, il n'en reste pas moins qu'il est bourré d'imprécisions et d'extrapolations parfois dangereuses. Son descendant, Samuel Klepp, que Candy rencontre sur l'île du Yebba Dim Diurne a pour activité principale d'imprimer l'almanach avec les réactualisations qu'il peut glaner des voyageurs de passage sur l'île.
Christopher GangrèneIl est le prince de Minuit. Il réside désormais  sur l'île de Minuit: l'île de Gorgossium.  Sa famille (excepté sa grand-mère : Mater Mattelée) a péri dans l'incendie de la maison familiale sur l'île de Minuit. Les seuls rescapés de la famille furent Christopher sauvé in extremis de l'incendie, sa grand-mère et le père de Christopher. Après l'incendie, le père de Christopher a mystérieusement disparu, laissant Mater Mattelée seule pour élever le jeune Christopher. Elle l'a éduqué dans la haine et la peur et lui a surtout appris à ne jamais aimer. Mais Gangrène reste un personnage fragile malgré l'apprentissage lent et efficace que lui a infligé sa grand-mère. Il est tombé amoureux lors de son adolescence d'une princesse des îles du jour, la princesse Boa qui l'a rejeté. Lorsqu'elle a appris le chagrin d'amour de Christopher, sa grand-mère lui a cousu les lèvres pour ne plus jamais l'entendre prononcer le mot amour. Plus tard, les lèvres de Christopher furent libérées, mais il lui reste toujours les cicatrices des coutures pour se rappeler la cruelle leçon de sa grand-mère. Gangrène vit entouré de ses cauchemars, au sens propre. Une sorte de minerve contenant une liquide bleuté mystérieux, lui entoure le coup. Ses cauchemars particulièrement horribles lui sortent d'un trou à l'arrière de son crâne et vivent dans le liquide contenu dans la minerve. Parfois il les laisse se nourrir de la peur et de la raison d'autrui sur des prisonniers ou des employés. Grand amateur de cruauté, son passe-temps manifeste et de tyranniser les autres et briser leurs vies. Du moment où il va accidentellement entendre parler de Candy lors du rapport de Morphe à propos de la poursuite de John Canaille, elle va devenir son obsession et il va passer son temps à la poursuivre.
Mater MatteléeElle vit dans la treizième tour du palais de Gorgossium où elle passe le plus clair de son temps à coudre les "cousets". Elle coud des peaux entre elles qui seront ensuite remplie de boue de Todo, sorte de boue magique qui donne vie à la créature ainsi confectionnée. Elle construit ainsi patiemment une armée qui l'aidera, elle et sa famille, à instaurer un nouvel ordre de ténèbres sur l'Abarat. Magicienne de grand pouvoir, son besoin de domination est obsessionnel. Elle a réuni autour d'elle un groupe de "couturières" qui l'aident dans sa tâche et qui sont dotées elles aussi de pouvoirs magiques. Elle surveille étroitement son petit-fils, Christopher, qu'elle soupçonne de faiblesse.
Kaspar WolfswinkelIl s'agit d'un magicien réprouvé, condamné à vivre dans une maison sur l'île du Simplet (une île nocturne) gardé par des Tarrie-chats. Il a assassiné ses compères magiciens, il y a longtemps, pour leur voler leurs chapeaux qui contenaient leurs pouvoirs magiques. Depuis il porte les chapeaux de ses victimes, grotesquement empilés sur sa tête. Cela le rend profondément ridicule, mais cela marque également son crime en rappelant constamment le nombre de ses victimes. Personnage amer et vain, extrêmement fat, Wolfswinkel déambule dans sa maison vêtu d'un costume jaune moutarde détonnant avec les multiples chapeaux empilés sur sa tête. Doté d'un mauvais penchant pour la boisson, il n'est pas sans rappeler par certains côtés la violence du père de Candy.
Jimothi TarrieCe dernier vit sur l'île du Simplet, il est le chef des Tarrie-chats. C'est un bipède, mais il a presque tous les attributs des Tarrie-chats. Doué de la parole, il aide Candy à s'échapper de l'antre de Wolfswinkel et des griffes d'Otto Houlihan.
MalingoC'est un guèche-rat, une espèce purement abaratienne. Il a la faculté de grimper aux murs et de se déplacer au plafond. Il est l'esclave de Wolfswinkel. Le magicien le bat régulièrement et violemment, se défoulant ainsi de sa frustration d'être enfermé. Avec l'arrivée de Candy, Malingo va reprendre courage et espoir et va tenir tête au magicien permettant ainsi à Candy et lui-même de s'échapper. Il va devenir un des plus fidèles compagnons de Candy.
Otto  HoulihanIl fait partie des séides de Gangrène. C'est un tueur. On l'appelle également 'le scarifié' à cause des cicatrices qu'il arbore au visage. Il va reprendre le relai de Morphe et poursuivre Candy pour le compte de Gangrène.
Les sœurs du FantomayaMagiciennes de grand pouvoir, ce sont elles qui ont œuvré pour la venue de Candy dans l'Abarat. Elles détiennent un secret sur l'origine de Candy et l'ont fait revenir dans un but précis. Elles sont au nombre de trois : Mespa, Joephi et Diamanda. Elles ont le pouvoir de se rendre sur l'île de la Vingt-cinquième heure, ce qui leur permet de connaître l'avenir.